# Crosslauf-Europameisterschaften 2000
Die 7. Crosslauf-Europameisterschaften der EAA fanden am 10. Dezember 2000 in Malmö (Schweden) statt.
Austragungsort war das Freizeitgelände Bulltofta.
Die Männer bewältigten 9,75 km, die Junioren 6,14 km, die Frauen 4,95 km und die Juniorinnen 3,76 km.

## Ergebnisse

### Männer

#### Einzelwertung
| Platz | Athlet             | Land | Zeit (min) |
| ----- | ------------------ | ---- | ---------- |
| 1     | Paulo Guerra       | POR  | 29:29      |
| 2     | Serhij Lebid       | UKR  | 29:39      |
| 3     | Driss El Himer     | FRA  | 29:45      |
| 4     | Lyes Ramoul        | FRA  | 29:47      |
| 5     | Mustapha El Ahmadi | FRA  | 29:47      |
| 6     | José Carlos Adán   | ESP  | 29:48      |
| 7     | Kamiel Maase       | NED  | 29:49      |
| 8     | Tom Van Hooste     | BEL  | 29:51      |

Von 86 gestarteten Athleten erreichten 83 das Ziel.
Teilnehmer aus deutschsprachigen Ländern:
- 26: Sebastian Hallmann (GER), 30:30
- 42: Michael Wolf (GER), 30:53
- 49: Oliver Mintzlaff (GER), 31:04
- 51: Martin Beckmann (GER), 31:07
- 59: Mario Kröckert (GER), 31:19
- 61: Carsten Schütz (GER), 31:25
- 76: Philipp Rist (SUI), 32:07

#### Teamwertung
| Platz | Land und Athleten                                                              | Gesamtpunktzahl und Einzelplatzierung |
| ----- | ------------------------------------------------------------------------------ | ------------------------------------- |
| 1     | Frankreich Driss El Himer Lyes Ramoul Mustapha El Ahmadi Yann Millon           | 23 03 04 05 11                        |
| 2     | Spanien José Carlos Adán José Manuel Martínez Antonio David Jiménez Juan Gómez | 51 06 09 17 19                        |
| 3     | Irland Peter Matthews Seamus Power Gareth Turnbull Keith Kelly                 | 72 10 14 23 25                        |

Insgesamt wurden 14 Teams gewertet. Die deutsche Mannschaft kam mit 168 Punkten auf den zehnten Platz.

### Frauen

#### Einzelwertung
| Platz | Athletin             | Land | Zeit (min) |
| ----- | -------------------- | ---- | ---------- |
| 1     | Katalin Szentgyörgyi | HUN  | 16:34      |
| 2     | Analídia Torre       | POR  | 16:35      |
| 3     | Olivera Jevtić       | YUG  | 16:39      |
| 4     | Zahia Dahmani        | FRA  | 16:49      |
| 5     | Kathy Butler         | GBR  | 16:51      |
| 6     | Mónica Rosa          | POR  | 16:55      |
| 7     | Anja Smolders        | BEL  | 16:55      |
| 8     | Liz Yelling          | GBR  | 16:55      |

Von 70 gestarteten Athletinnen erreichten 67 das Ziel.
- 13: Michaela Möller (GER), 17:02
- 17: Sabrina Mockenhaupt (GER), 17:04
- 24: Susanne Ritter (GER), 17:14
- 48: Claudia Stalder (SUI), 17:51
- 51: Melanie Schulz (GER), 17:54
- 52: Maja Neuenschwander (SUI), 17:55

#### Teamwertung
| Platz | Land und Athletinnen                                           | Gesamtpunktzahl und Einzelplatzierung |
| ----- | -------------------------------------------------------------- | ------------------------------------- |
| 1     | Portugal Analídia Torre Mónica Rosa Analía Rosa                | 18 02 06 10                           |
| 2     | Vereinigtes Königreich Kathy Butler Liz Yelling Tara Krzywicki | 33 05 08                              |
| 3     | Deutschland Michaela Möller Sabrina Mockenhaupt Susanne Ritter | 54 13 17 24                           |

Insgesamt wurden elf Teams gewertet.

### Junioren

#### Einzelwertung
| Platz | Athlet               | Land | Zeit (min) |
| ----- | -------------------- | ---- | ---------- |
| 1     | Wolfram Müller       | GER  | 18:58      |
| 2     | Christopher Thompson | GBR  | 19:00      |
| 3     | Martin Pröll         | AUT  | 19:05      |

Von 97 gestarteten Athleten erreichten 93 das Ziel.
Weitere Teilnehmer aus deutschsprachigen Ländern:
- 28: Michael Leiggener (SUI), 19:51
- 30: Jan Förster (GER), 19:52
- 31: Florian Neuschwander (GER), 19:52
- 37: Torben Everszumrode (GER), 19:56
- 60: Sören Lindner (GER), 20:22
- 69: Florian Heinzle (AUT), 20:41
- 79: Giorgio Pongelli (SUI), 21:04
- 83: Mario Weiss (AUT), 21:13
- 87: Michel Brügger (SUI), 21:27
- 88: Stefan Scherrer (SUI), 21:31
- 90: Peter Supan (AUT), 21:40
- 92: Philipp Imoberdorf (SUI), 21:53

#### Teamwertung
| Platz | Land und Athleten                                                     | Gesamtpunktzahl und Einzelplatzierung |
| ----- | --------------------------------------------------------------------- | ------------------------------------- |
| 1     | Portugal Rui Pedro Silva Bruno Silva Adelino Monteiro                 | 21 04 06 11                           |
| 2     | Vereinigtes Königreich Christopher Thompson Mohammed Farah Lee McCash | 25 02 07 16                           |
| 3     | Frankreich Mickaël André Benoît Charpentier Guillaume Eraud           | 30 5 10 15                            |

Insgesamt wurden 19 Teams gewertet. Die deutsche Mannschaft kam mit 62 Punkten auf den vierten Platz, die die österreichische Mannschaft mit 155 Punkten Platz 14 und die Schweizer Mannschaft mit 194 Punkten Platz 16.

### Juniorinnen

#### Einzelwertung
| Platz | Athletin        | Land | Zeit (min) |
| ----- | --------------- | ---- | ---------- |
| 1     | Jéssica Augusto | POR  | 12:55      |
| 2     | Nicola Spirig   | SUI  | 12:56      |
| 3     | Elvan Can       | TUR  | 12:56      |

Von 86 gestarteten Athletinnen erreichten 85 das Ziel.
Weitere Teilnehmerinnen aus deutschsprachigen Ländern:
- 37: Katja Rosenplänter (GER), 13:48
- 50: Janina Goldfuß (GER), 13:58
- 53: Antje Hoffmann (GER), 14:02
- 59: Lea Vetsch (SUI), 14:13
- 63: Johanna Braun (GER), 14:14
- 65: Monika Vogel (SUI), 14:16
- 67: Romy Spitzmüller (GER), 14:18
- 71: Erika Bieri (SUI), 14:26
- DNF: Christina Carruzzo (SUI)

#### Teamwertung
| Platz | Land und Athletinnen                                            | Gesamtpunktzahl und Einzelplatzierung |
| ----- | --------------------------------------------------------------- | ------------------------------------- |
| 1     | Vereinigtes Königreich Juliet Potter Jane Potter Collette Fagan | 21 05 07 09                           |
| 2     | Türkei Elvan Can Türkan Erişmiş Arzu Berk                       | 40 03 10 27                           |
| 3     | Schweden Mia Larsson Ida Nilsson Johanna Nilsson                | 49 12 13 24                           |

Insgesamt wurden 20 Teams gewertet. Die Schweizer Mannschaft kam mit 126 Punkten auf den 14. Platz, die deutsche Mannschaft mit 140 Punkten auf den 15. Platz.